# フレスノ野球団
フレスノ野球団（フレスノやきゅうだん 、英: Fresno Athletic Club）は、アメリカ合衆国カリフォルニア州フレズノにおいて日系二世によって結成された野球チーム。略称はフレスノ、フ軍、英: Fresno Athletics、英: FAC。

## 沿革

### 発足
近代に入り日本からアメリカへの移住が増え、当時日本人が多く移住した場所の一つにフレズノがあった。フレズノでは第一次世界大戦が勃発した1914年を境にプロ野球チームが途絶え、セミプロ野球が盛んになった。そうした中で銭村健一郎などが中心となってフレズノで野球チーム作られそこから二世野球リーグが誕生し、カリフォルニア州で100以上の日系人野球チームが誕生した。
フレスノ野球団(Fresno Athletic Club)は、1919年銭村が中心となって二世リーグから選手を選抜編成して作られた。なお多くの資料では中心人物は銭村であるとしているが、ロバート・K・フィッツ『大戦前夜のベーブ・ルース』では1919年松本瀧藏が創設したとされ銭村が参加するのは翌1920年としており、別の資料ではハワイにいた銭村がフレズノに渡ってくるのが1920年であるとするものがある。
フレスノ野球団は白人や黒人チームと対戦した。ただ1924年排日移民法が成立するなど排日が活発化していく中でのことである。同1924年白人リーグのサンホアキン・バレー・ベースボールリーグが設立された際にフレスノ野球団も参加したが、その中の一つポータービルのチームが「白人の町であるから日本人がプレーすることを望んでいない」と町に入ることを拒否したという。1930年代になってもフレズノ野球団は健在で、スタンフォード、UCLA、南カリフォルニア大学などの大学チームには全くひけをとらず、マイナーリーグベースボールAAA級のパシフィックコーストリーグ所属チームに対しても対等の戦いに挑んだ。なお1920年代のパシフィックコーストリーグには日本の野球殿堂入りしているレフティ・オドールがいたが、フレスノ野球団と対戦したかどうかは不明。

### 極東遠征
当時、アメリカの日系チームは日本へ、逆に日本の大学や実業団チームがアメリカへ、と交流を続けていた。こうした中で1924年・1927年・1937年の3度にわたり日本・朝鮮・満州へ遠征した。
1924年は、10月に来日し関西から福岡にかけて連戦、11月に関東で6大学野球を中心に試合を行った。
1927年は、4月に来日し神宮球場で、のち北海道から東北の各地で連戦、5月15日から関西で連戦、のち西へ連戦を重ね朝鮮・満州へ渡った。この年は44戦して35勝8敗1引き分けの好成績で帰米するなど、実力は宮武三郎・山下実など日本を代表する強打者を揃えた慶應、松木謙治郎らを擁する明治を上回るレベルであった。この年の『野球界6月号』では巻頭グラフで特集が組まれ、「大学チームを総なめに」「悠々連戦連勝」と見出しを飾った。ただ負けた大阪毎日野球団の選手は自分たちの練習不足だったと話し、大毎小野三千麿が聞いたところによると慶応監督腰本寿は「本来の練習をしてやればかならず勝つ」と語ったという。
また同1927年には日米野球としてニグロリーグ選抜“Philadelphia Royal Giants（フィラデルフィア・ロイヤルジャイアンツ、費府巨人軍とも）”が同時期（あるいは同じ船）に来日している。それ以前の日米野球は大リーグ（MLB）選抜が来日していたが、1922年に行われた17戦のうち第7戦対慶應連合のみ負けてしまった(3-9)ことが発端となり、しばらく大リーグ選抜は来日を止めてしまったため、日系人が代わりにニグロリーグのチーム派遣を仲介し実現させた。ロイヤルはフレスノ野球団とも神宮で対戦し、フレスノと同時期に関西や朝鮮のチームと試合している。
この1927年のフレスノ野球団来日メンバーにはバスケットボール選手5人も含まれていた。そこで早大・商大・帝大・立教などの各バスケ部との親善試合の日程も組まれた（記録など詳細不明）。松本瀧藏の案内で立教へ立ち寄ったフレスノ野球団は立教バスケ部と親善試合を行った後、ポール・ラッシュ教授の好意でティー・パーティーが開かれ、そのときにフレスノ野球団はアメリカの古い歌である"Our Boys Will Shine Tonight"の替え歌"リッキョー・ウィル・シャイン"を披露した。この歌を立教バスケ部員が事あるごとに歌い広げ、更にラッシュとカール・ブランスタッド両教授がリッキョーを"セント・ポールズ"（立教大学#概観参照）に変えて立教中学校の音楽教材として用いたことで定着した。これが立教大学の第二応援歌"St.Paul's will shine tonight"誕生の経緯である。
1937年の状況は不明。

### マーダラーズ・ロウとの対戦
1920年代半ばの大リーグ地方巡業はベーブ・ルースのBustin’ Babesとルー・ゲーリッグのLarrupin’ Lousのニューヨーク・ヤンキース“マーダラーズ・ロウ（殺人打線）”の対戦が人気ツアーであった。1927年10月20日、彼らがフレズノに興行に訪れ、フレズノ野球団の銭村・ジョニー・ナカガワ(Johnny Nakagawa)・フレッド・ヨシカワ(Fred Yoshikawa)・ハービー・イワタ(Harvey Iwata)がゲーリックのLarrupin’ Lousにゲストとして参加し、ルースのBustin’ Babesとの対戦が実現した。
当時の地元紙によると、観客は5千人。試合はフレスノ野球団が参加したLarrupin’ Lousが13-3で勝利している。銭村健一郎の息子である銭村健三によると、当時の試合のことが語り草として残っている。
アメリカ野球殿堂博物館にはルースとゲーリッグの2人とフレスノ野球団がユニフォーム姿で一緒に写っている写真がある。試合の記念写真は当時日本にも送られ、その裏書きに銭村が「ルースが日本遠征に興味を示している」と記した。この試合がきっかけで日系人が仲介に入った事により、1931年日米野球にて大リーグ選抜戦の再開、そして1934年ルースの来日へと繋がった。

### 1940年代以降
その後の活動状況は不明。第二次世界大戦（太平洋戦争）が勃発、1942年日系人の強制収容が始まると西海岸の日系人を中心に強制収容所送りとなっている。なお銭村には収容所内で野球をしていた記録がある。

## 記録

### 1924年
朝日新聞社編『運動年鑑. 大正14年度』より。
| - ○ 5-0 大阪毎日野球団（大毎） - ● 3-4 大毎 - ○ 7-0 スター倶楽部 - ● 0-4 京大倶楽部（京都大学硬式野球部） - ○ 11-2 ダイヤ倶楽部 - ○ 6-2 ダイヤ - ○ 2-1 宝塚運動協会（宝塚） - ● 1-14 呉建築 - ● 2-8 呉金輪 - ● 7-8 広島スター - ○ 12-2 広島中学（国泰寺高） - ● 7-9 広島商業（県立広島商業高） - ○ 6-5 ミカゲ - ● 0-3 ミカゲ | - ○ 4-3 宝塚 - ○ 1-0 宝塚 - ○ 17-3 全福岡 - ○ 5-1 全熊本 - ● 2-4 法友野球倶楽部（法政野球部OB） - ● 3-8 明治大学硬式野球部 - ○ 11-8 立教大学野球部 - ○ 8-4 慶應義塾体育会野球部 - ● 2-3 早稲田大学野球部 - ○ 16-0 宝塚 - ○ 9-2 横浜商友倶楽部 - ● 2-16 駿台倶楽部 - ○ 15-1 全横浜 |

### 1927年
大阪毎日新聞社・東京日日新聞社編『スポーツ年鑑. 昭和3年版』より。
| - ○ 4-3 明大 - ○ 3-2 法政 - ○ 6-2 慶応 - ○ 10-5 明大 - ○ 6-2 慶應 - ○ 6-0 明大 - ○ 8-1 立教 - ● 1-9 フィラデルフィア・ロイヤルジャイアンツ - ○ 8-3 早大留守軍（早大主力はアメリカ遠征） - ○ 20-2 札幌鉄道局 - ○ 15-2 札幌鉄道局 - ○ 5-0 函館太洋倶楽部（函館） - ○ 5-2 函館 - ○ 15-4 函館 - ○ 15-4 盛岡杜陵 - ○ 4-0 大毎 - ○ 12-5 同志社大学体育会硬式野球部 - ● 2-3 大毎 - ○ 2-1 宝塚 - ● 5-12 宝塚 - ● 1-3 ダイヤ - ○ 1-0 関西大学野球部 - 不明 京大 - ○ 15-8 ブレーブス（阪急ではなく別チーム） - ○ 5-2 大毎 - ● 1-2 宝塚 - ○ 2-1 大毎 | - ○ 8-3 広陵 - ○ 14-1 全釜山 - ○ 10-9 全大邱 - ○ 21-8 慶倶楽部 - ○ 12-2 朝鮮殖銀 - ○ 6-2 逓信局 - ○ 7-1 京鉄 - ● 2-9 大連実業 - ● 7-14 大連実業 - ○ 7-1 大連実業 - ○ 16-4 満州倶楽部 - ● 2-7 満州倶 - ○ 9-2 満州倶 - ○ 11-9 満州実業 |

## 参考資料
- （英語）Nisei Baseball Research Project
- 池井優『ハロー、マニエル、元気かい プロ野球外人選手列伝②』創隆社、1985年11月。
- 朝日新聞社『運動年鑑. 大正１４年度』朝日新聞社、1925年。2018年2月6日閲覧。
- 大阪毎日新聞社、東京日日新聞社『スポーツ年鑑. 昭和3年版 Aの巻』大阪毎日新聞社、1928年。2018年2月6日閲覧。